# Jochen Feldhoff
Jochen Feldhoff, nemški rokometaš, * 10. september 1943.
Leta 1972 je na poletnih olimpijskih igrah v Münchnu v sestavi zahodnonemške rokometne reprezentance osvojil šesto mesto.